# Rolando Valdés-Blain
Rolando Valdés-Blain (* 8. März 1922 in Havanna/Kuba; † 2. April 2011 in New York City) war ein US-amerikanischer Gitarrist kubanischer Herkunft.

## Leben
Valdés-Blain kam als Kind nach New York und hatte dort Unterricht bei dem uruguayischen Gitarristen Julio Martínez Oyanguren. Seinen ersten professionellen Auftritt hatte er im Alter von dreizehn Jahren. Mitte der 1930er Jahre gründete er mit seinem Bruder Alberto Valdés-Blain das erste klassische Gitarrenduo der Vereinigten Staaten und hatte wöchentliche Auftritte im Radioprogramm von WNYC. Während des Zweiten Weltkrieges diente er von 1942 bis 1946 in Burma. Gefördert durch die G. I. Bill setzte er seine Ausbildung bei Regino Sáinz de la Maza am Real Conservatorio Superior de Música de Madrid fort und gewann den von einer Jury, der Joaquín Rodrigo angehörte, verliehen Großen Preis für Konzertgitarristen. 
In der Folgezeit unternahm er Tourneen durch die Vereinigten Staaten, Kanada, Lateinamerika, Spanien und Asien. 1955–56 war er Sologitarrist des Radio City Music Hall Symphony Orchestra unter Leitung von Raymond Paige. Von 1964 bis Mitte der 1980er Jahre wirkte er als Sologitarrist an dem jährlichen Programm Vivat Vivaldi des Joffrey Ballet (choreographiert von Gerald Arpino) im New York City Center mit. Weitere gemeinsame Projekte mit dem Joffrey Ballet waren Fanfarita by Chapi und Benjamin Brittens Gloriana. Er spielte Aufnahmen bei Roulette Records, Mercury Records und SMC Recordings ein und begleitete den Geiger Ruggerio Ricci bei Aufnahmen bei Decca Records.
1968 trat Valdés-Blain im Weißen Haus vor Präsident Lyndon B. Johnson und König Olav V. von Norwegen auf. 1975 gründete er an der Manhattan School of Music die Gitarrenabteilung, wo u. a. Mark Delpriora, David Tanenbaum und Michael Laucke seine Schüler waren.